# Parlamento ellenico
Il Parlamento ellenico (in greco Βουλή των Ελλήνων?, Voulì ton Ellìnon) è il parlamento monocamerale della Grecia, detentore del potere legislativo. Ha sede, insieme al governo, presso il palazzo Reale di piazza Syntagma, ad Atene.
Esso è composto da 300 parlamentari eletti per 4 anni con sistema proporzionale con soglia di sbarramento al 3%.
Il parlamento esercita la funzione legislativa insieme al Presidente della Repubblica Ellenica (art. 26). Si riunisce di diritto il primo lunedì del mese di ottobre, a meno che il Presidente non l'abbia convocato anteriormente, in conformità alla disposizione dell'articolo 40 della Costituzione della Grecia (art. 64).
Determina le modalità del suo funzionamento libero e democratico con un regolamento votato in seduta plenaria secondo l'articolo 76 e pubblicato nella gazzetta ufficiale per ordine del suo presidente. La Camera elegge tra i suoi membri il presidente e gli altri membri dell'Ufficio di presidenza, secondo le norme stabilite dal suo regolamento.
Le sedute del parlamento sono pubbliche; tuttavia l'assemblea può riunirsi a porte chiuse su richiesta del governo o di quindici deputati, dopo aver così deciso in comitato segreto ed a maggioranza dei membri presenti. Essa decide poi se la discussione sullo stesso argomento debba essere ripresa in seduta pubblica.
Il parlamento greco per le sue funzioni istituisce commissioni parlamentari permanenti specializzate per materie, o istituire commissioni parlamentari d'inchiesta gestite dal regolamento interno.

## Competenze e prerogative
Al parlamento greco spettano anche:
- L'elezione del Presidente della Repubblica;
- La concessione o la revoca della fiducia al governo (o singolarmente ad uno o più dei suoi componenti);
- L'approvazione del bilancio dello Stato;
- La modifica della Costituzione;
- La messa in stato d'accusa del Presidente della Repubblica.